# Sanxing (köpinghuvudort i Kina, Jiangxi Sheng, lat 28,22, long 114,46)
Sanxing är en köpinghuvudort i Kina. Den ligger i provinsen Jiangxi, i den sydöstra delen av landet, omkring 150 kilometer väster om provinshuvudstaden Nanchang. Antalet invånare är 23 175. Befolkningen består av 11 277 kvinnor och 11 898 män. Barn under 15 år utgör 27,0 %, vuxna 15-64 år 65 %, och äldre över 65 år 7,0 %.
Runt Sanxing är det tätbefolkat, med 266 invånare per kvadratkilometer. Närmaste större samhälle är Tianxin, 16,5 km sydost om Sanxing. Trakten runt Sanxing består till största delen av jordbruksmark.
Genomsnittlig årsnederbörd är 2 214 millimeter. Den regnigaste månaden är maj, med i genomsnitt 382 mm nederbörd, och den torraste är oktober, med 45 mm nederbörd.